# Les saisons marines
Les saisons marines is het tweede studioalbum van Minimum Vital.

## Inleiding
Hun debuutalbum Envol triangles en/of hun bijdrage aan verzamelalbum Enchantement van Musea Records leidden er toe dat Minimum Vital hun tweede album via dat platenlabel kon laten uitbrengen. Het luidde ook meteen de eerste personeelswisselingen in. Fluitist Anne Colas die zo positief opviel bij het eerste album vertrok; drummer Fillon werd vervangen door Christophe Godet, die langer bij de band zou blijven. Opnieuw vonden de opnamen plaats in Studio Carat in Bordeaux. Achteraf gezien was er tussen de twee albums nauwelijks kwaliteitsverschil. Pas bij het derde album Sarabandes liet Minimum Vital meer hun eigen geluid horen. 

## Musici
- Jean Luc Payssan – gitaren
- Thieery Payssan – toetsinstrumenten
- Eric Rebeyrol – basgitaar
- Christophe Godet – drumstel

Met Pascale Jakubowski - zang 

## Muziek
| Nr. | Titel                                    | Duur |
| --- | ---------------------------------------- | ---- |
| 1.  | Pour le temps présent (Payssan, Payssan) | 4:26 |
| 2.  | Zappata! (Payssan, Payssan)              | 4:37 |
| 3.  | Lequel de nous (Payssan, Payssan)        | 5:00 |
| 4.  | La tour houts (Payssan, Payssan)         | 7:09 |

| Nr. | Titel                                  | Duur |
| --- | -------------------------------------- | ---- |
| 1.  | Les saisons marines (Payssan, Payssan) | 4:23 |
| 2.  | A bien des égards (Payssan, Payssan)   | 6:38 |
| 3.  | Retour au domaine (Payssan, Payssan)   | 5:25 |
| 4.  | La scala (Payssan, Payssan)            | 4:35 |

Nadat het derde album Minimum Vital meer aandacht had gegeven werden de twee eerste albums op één compact disc uitgebracht. Het kwam uit in één van de vele stilteperioden van de band. In 2020 gaf Musea het album nog een parate release.